# Anger (Bergen)
Anger ist ein Gemeindeteil von Bergen im oberbayerischen Landkreis Traunstein. Der Weiler liegt circa einen Kilometer südwestlich von Bergen und ist über die Kreisstraße TS 5 zu erreichen.

## Bevölkerungsentwicklung
| Jahr      | 1871 | 1950 | 1970 | 1987 |
| Einwohner | 43   | 48   | 36   | 37   |

## Baudenkmäler
Siehe auch: Liste der Baudenkmäler in Anger
- Kapellenbildstock, erbaut im 18./19. Jahrhundert